# Marianna von Evers van Aldendriel
Marianna von Evers van Aldendriel, ook genoemd van Evers Aldendriel (29 juni 1804 – Bergen, 21 juli 1878) was waarschijnlijk een maîtresse van koning Willem II. In respectievelijk 1818 en 1820 zou zij te Rotterdam bevallen zijn van Willem en Marianna der Nederlanden, die door telgen uit de familie Der Nederlanden en een aantal historici inderdaad als bastaarden van het Huis Van Oranje-Nassau worden beschouwd. Harde bewijzen dat Marianna de moeder was ontbreken echter. Er zijn wel enkele frappante overeenkomsten met het profiel dat de genealoog Willem Johan Jacob Cornelis Bijleveld in 1948 van de moeder van de kinderen schetste. Ze is nooit getrouwd geweest, maar een sterke aanwijzing dat ze toch kinderen heeft gehad, vormt de bijzondere zin op het eind van haar bidprentje: "Ontsla de ziel van uw dienares Marianna ..... van de zonden welke zij door de zwakheid des vleesches in den menschelijke omgang heeft bedreven, wisch deze genadig uit". Dat het woord Zonden in meervoud wordt geschreven valt ook op en duidt op twee of meer kinderen. 
Von Evers van Aldendriel was een buitenechtelijke dochter van baron Petrus Wilhelmus de Liedel de Well (1774-1852) en diens schoonzuster, Eleonore Philippine von Schloissnigg (1780-1851), een zuster van zijn echtgenote Anna Louise Eleonore Ottilia von Schloissnigg (1779-1850).
Von Evers van Aldendriel bewoonde het Limburgse kasteel Well waarvan ze het vruchtgebruik had na 1852. Het kasteel was eigendom van haar vader. De toevoeging "Van Aldendriel" achter haar naam, vanaf 1852, verwijst naar het kasteel Aldendriel in de Noord-Brabantse plaats Mill waarvan zij na de dood van Petrus Wilhelmus de Liedel door schenking en erfenis in het bezit gekomen was.
Een geboorteakte van Von Evers van Aldendriel ontbreekt. Op haar overlijdensakte wordt het jaar 1804 genoemd als geboortejaar en in een bevolkingsregister uit 1838 van de gemeente Bergen, heeft de betreffende ambtenaar 29 juni 1804 ingevuld als haar geboortedatum. Op haar overlijdensakte wordt Keulen genoemd als geboorteplaats en in het bevolkingsregister is dat doorgestreept en veranderd in Mainz. De familie Von Schloissnigg is een Oostenrijkse adellijke familie uit Nieder-Österreich. De verzonnen naam Von Evers is mogelijk afgeleid van het wapen van Von Schloissnigg, dat de kop van een everzwijn bevat.